# Jiří Mašek
Jiří Mašek (* 16. července 1958 Hradec Králové) je český politik, od října 2017 poslanec Poslanecké sněmovny PČR, v roce 2016 krátce a opět od roku 2024 zastupitel Královéhradeckého kraje (navíc od roku 2024 také náměstek hejtmana) a od roku 2018 zastupitel města Hradec Králové. Bývalý lékař-záchranář, bývalý ředitel Záchranné služby Královéhradeckého kraje, člen hnutí ANO.

## Život
Absolvoval Gymnázium J. K. Tyla v Hradci Králové a následně vystudoval Lékařskou fakultu Univerzity Karlovy v Hradci Králové (získal titul MUDr.).
- do roku 1990 pracoval jako lékař internista na klinice nemocí z povolání a na první interní klinice Fakultní nemocnice Hradec Králové
- 1990–1999 vedoucí lékař letecké záchranné služby v Hradci
- 2000–2003 ředitel okresní záchranné služby v Náchodě
- 2003–2011 zdravotnický náměstek ředitele Zdravotnické záchranné služby Královéhradeckého kraje (ZZS KHK)
- 2011 ředitel ZZS KHK
Působí jako záchranář, lékař urgentní medicíny a internista, pracoval u Letecké záchranné služby Hradec Králové. Od května 2011 je ředitelem Zdravotnické záchranné služby Královéhradeckého kraje (již v letech 2003 až 2004 vedl Oblastní středisko Náchod). Na konci roku 2017 však funkci kvůli poslaneckému mandátu opustí. Od dubna 2008 je navíc jednatelem a společníkem s vkladem ve firmě MEDICAR(e) cz. V letech 2003 až 2009 byl členem dozorčí rady akciové společnosti H A C A R.
Jiří Mašek žije ve městě Hradec Králové. V letech 2000 až 2011 se angažoval jako předseda Nadačního fondu Svazu českých lékařů v Hradci Králové.

## Politické působení
Od roku 2016 je členem hnutí ANO.
V krajských volbách v roce 2012 kandidoval jako nestraník za SNK ED do Zastupitelstva Královéhradeckého kraje, ale neuspěl. Podařilo se mu to až ve volbách v roce 2016, když kandidoval jako nestraník za ANO. Svého mandátu se však v listopadu 2016 vzdal, protože mu zákon neumožnil být zastupitelem a zároveň ředitelem příspěvkové organizace zřizované krajem (tj. Záchranná služba Královéhradeckého kraje).
Ve volbách do Poslanecké sněmovny PČR v roce 2017 byl zvolen poslancem za ANO v Královéhradeckém kraji, a to ze šestého místa kandidátky (vlivem preferenčních hlasů se posunul na konečné třetí místo). V dubnu 2018 se stal předsedou sněmovní komise pro kontrolu činnosti Generální inspekce bezpečnostních sborů (GIBS).
V červenci 2018 se neúčastnil hlasování o důvěře druhé vlády Andreje Babiše, protože byl na dovolené v Austrálii. V komunálních volbách v roce 2018 byl za ANO zvolen zastupitelem města Hradec Králové.
Na svém facebookovém profilu se 6. března 2020 přiklonil k tomu, že Tomáš Zdechovský a Mikuláš Peksa jsou udavači kvůli jejich činnosti v Evropském parlamentu ohledně střetu zájmů premiéra Andreje Babiše. Ve volbách do Senátu PČR v roce 2020 kandidoval za ANO v obvodu č. 45 – Hradec Králové. V prvním kole získal 19,51 % hlasů, a postoupil tak z 1. místa do druhého kola, v němž prohrál s kandidátem HDK, TOP 09, SEN 21, Zelených a LES Janem Holáskem poměrem hlasů 29,76 % : 70,23 %, a senátorem se tak nestal.
Ve volbách do Poslanecké sněmovny PČR v roce 2021 kandidoval za hnutí ANO na 2. místě v Královéhradeckém kraji. Získal 3 255 preferenčních hlasů, a stal se tak znovu poslancem. V prosinci 2021 pozbyl členství v ANO, jelikož předsednictvo hnutí zrušilo místní organizaci v Hradci Králové. Důvodem byly vnitřní rozpory. Později do obnovené místní organizace opět vstoupil.
V komunálních volbách v roce 2022 kandidoval do zastupitelstva Hradce Králové ze 7. místa kandidátky ANO. Mandát zastupitele města se mu podařilo obhájit. V krajských volbách v roce 2024 byl po osmileté pauze zvolen jako člen hnutí ANO zastupitelem Královéhradeckého kraje. Na začátku listopadu 2024 se pak stal náměstkem hejtmana pro oblast zdravotnictví.
Ve volbách do Poslanecké sněmovny PČR v roce 2025 kandiduje na 2. místě kandidátky hnutí ANO v Královéhradeckém kraji.